# Bears Mestre
Bears Mestre è stata una società di pallacanestro maschile della località veneziana di Mestre. Nata nel 1990, ha disputato alcuni campionati di Serie B d'Eccellenza (massimo livello dilettantistico) a cavallo tra gli anni novanta e duemila.
Nel 2008 è stata acquisita dalla Reyer Venezia: da allora disputa alcuni campionati giovanili regionali con la denominazione ufficiale Associazione Pallacanestro Gazzera Dilettantistica Bears Mestre.

## Storia
I Bears Mestre nacquero dalla scissione del Basket Gazzera in Bears Mestre e Basket Chirignago. Furono condotti dall'allora presidente ed allenatore Roberto Casson. Dopo alcune stagioni in Serie C e D, la società acquisì il titolo sportivo per disputare la B d'Eccellenza 1997-98 dalla Pallacanestro Parmense. La squadra sfiora la Serie A2 nel 1998-99.
Nel 2007 i diritti sportivi del Bears Mestre (B/2) vengono acquisiti dal proprietario della Reyer Venezia Luigi Brugnaro che li lascia successivamente cadere, cancellando la "prima squadra"; nel 2008 la squadra diviene una società satellite della Reyer. La stessa Reyer disputa tuttavia alcuni campionati giovanili (Under 17, Under 19) con il marchio Bears.